# 愛氏角龍屬
愛氏角龍屬（學名：Avaceratops）是種小型的角龍科恐龍，生活於上白堊紀坎帕階的美國西北部。

## 發現及物種

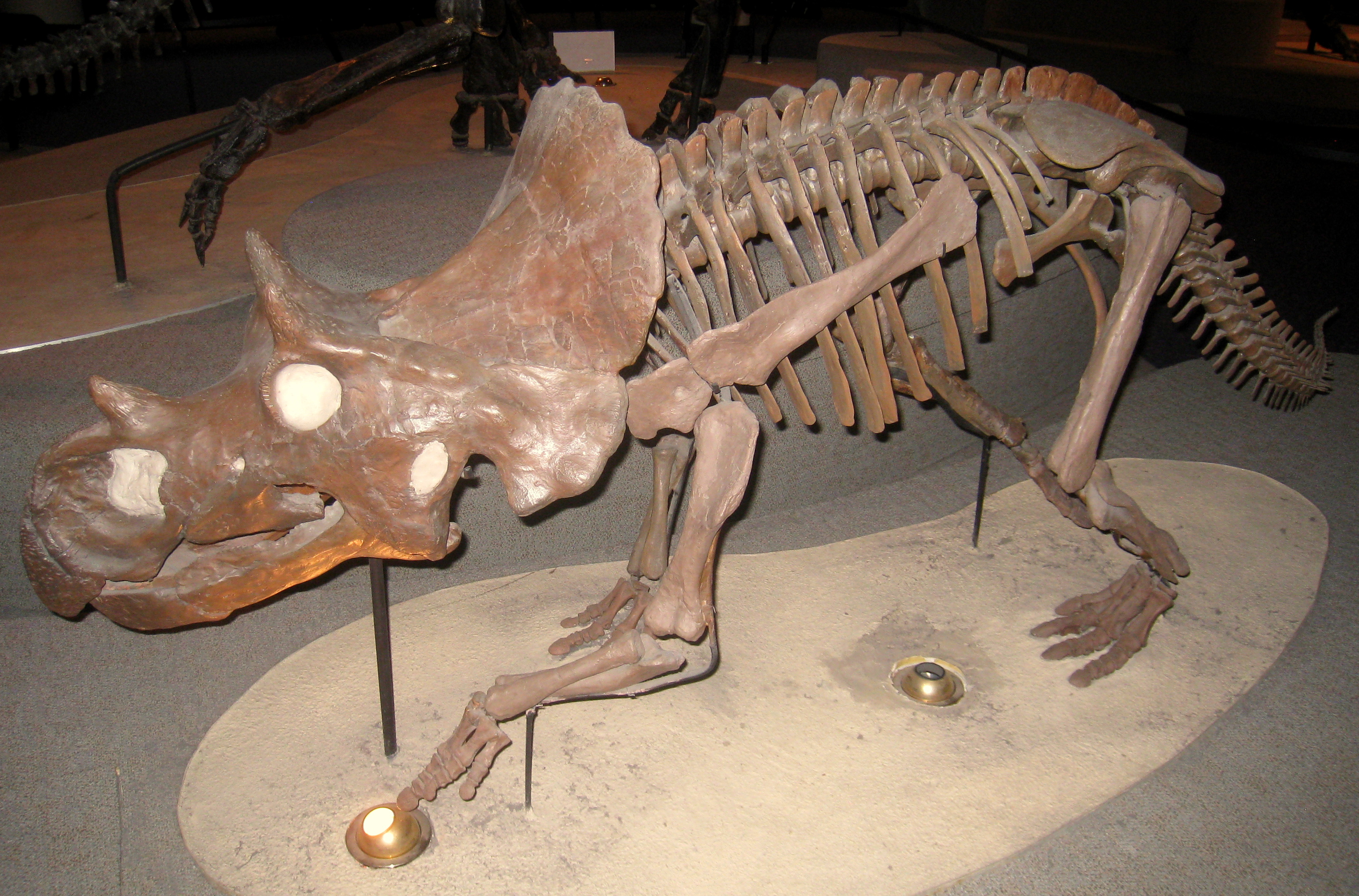
愛氏角龍的骨架模型

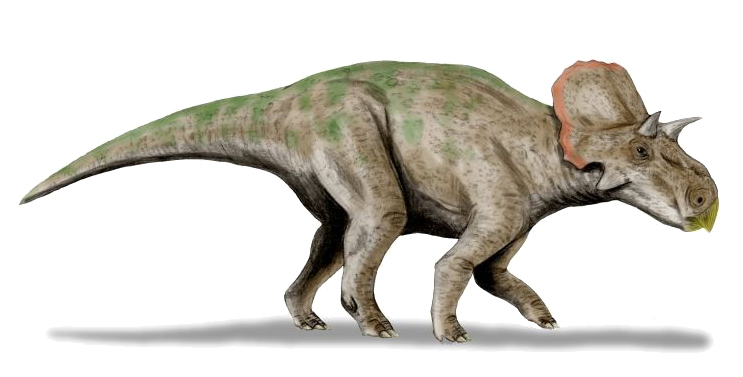
愛氏角龍

在1981年，Eddie Cole在美國蒙大拿州的朱迪斯河組發現牠們的化石，並於1986年由彼得·達德森（Peter Dodson）所命名。模式種是拉莫斯愛氏角龍（A. lammersi），屬名是以Eddie Cole的妻子Ava來命名，而種名是為紀念發現化石土地的地主Lammers家庭。
這些化石是散佈在一個河道沉積層，有可能是這隻愛氏角龍死後，屍體被河流沖刷到沙洲。

## 分類
愛氏角龍屬於角龍科，這是一群植食性恐龍，有着類似鸚鵡的喙狀嘴，生存於白堊紀的北美洲與亞洲。所有的角龍類恐龍在白堊紀末期滅絕。
愛氏角龍在角龍科內的位置不詳。牠是小型的角龍科恐龍，虽有著實心的頭盾，但却沒有其他角龍科恐龙的洞孔，所以牠可能是三角龍的祖先，或是在尖角龍亞科及角龍亞科之間。

## 食性
就像其他角龍科，愛氏角龍是植食性恐龍。在白堊紀，開花植物的地理範圍有限，所以愛氏角龍可能以當時的優勢植物為食，例如：蕨類、蘇鐵科及松科為食物。牠是用那鋒利的喙狀嘴來咬斷葉子的。

### 註腳
1. 1 2  "Avaceratops." In: Dodson, Peter & Britt, Brooks & Carpenter, Kenneth & Forster, Catherine A. & Gillette, David D. & Norell, Mark A. & Olshevsky, George & Parrish, J. Michael & Weishampel, David B. The Age of Dinosaurs. Publications International, LTD. p. 129. ISBN 978-0-7853-0443-2.
2. ↑  Dodson, P. . Princeton University Press, Princeton, New Jersey. 1996. ISBN 978-0-691-05900-6 （英语）.
3. ↑  Penkalski, P & Dodson, P.  . Journal of Vertebrate Paleontology. 1999, 19 (4): 692–711 （英语）.

### 書目
- Dodson, P.  . Proceedings of the Academy of Natural Sciences of Philadelphia. 1986, 138 (2): 305–317 （英语）.
- The Humongous Book of Dinosaurs, published by Stewart Tabori & Chang

## 外部連結
- http://www.vertpaleo.org/jvp/19-692-711.html （页面存档备份，存于） (online abstract of the preceding)
- https://web.archive.org/web/20090531083004/http://www.dinosaurvalley.com/Visiting_Drumheller/Kids_Zone/Groups_of_Dinosaurs/index.php